# Kołtki
Kołtki is een plaats in het Poolse district  Szczecinecki, woiwodschap West-Pommeren. De plaats maakt deel uit van de gemeente Biały Bór en telt 100 inwoners.